# Collegio di Dunstable and Leighton Buzzard
Dunstable and Leighton Buzzard è un collegio elettorale inglese situato nel Bedfordshire, nell'Est dell'Inghilterra, e rappresentato alla Camera dei Comuni del Parlamento del Regno Unito. Elegge un membro del Parlamento con il sistema first-past-the-post, ossia maggioritario a turno unico; l'attuale parlamentare è Alex Mayer del Partito Laburista, che rappresenta il collegio dal 2024.

## Estensione
Il collegio è costituito dai seguenti ward del Central Bedfordshire: Dunstable Central; Dunstable East; Dunstable North; Dunstable South; Dunstable West; Heath and Reach; Houghton Regis East; Houghton Regis West; Leighton-Linslade North; Leighton-Linslade South e  Leighton-Linslade West.

## Membri del Parlamento
| Elezione | Elezione | Deputato   | Partito   |
| -------- | -------- | ---------- | --------- |
|          | 2024     | Alex Mayer | Laburista |

## Elezioni

### Elezioni negli anni 2020
| Partito                    | Partito                                      | Candidato                  | Risultati 4 luglio 2024 | Risultati 4 luglio 2024 |
| Partito                    | Partito                                      | Candidato                  | Voti                    | %                       |
| -------------------------- | -------------------------------------------- | -------------------------- | ----------------------- | ----------------------- |
|                            | Laburista                                    | Alex Mayer                 | 14 976                  | 32,52                   |
|                            | Conservatore                                 | Andrew Selous              | 14 309                  | 31,08                   |
|                            | Reform UK                                    | Harry Palmer               | 8 071                   | 17,53                   |
|                            | Lib Dem                                      | Emma Holland-Lindsay       | 6 497                   | 14,11                   |
|                            | Verdi                                        | Sukhinder Hundal           | 2 115                   | 4,59                    |
|                            | Democratici Inglesi                          | Antonio Vitiello           | 77                      | 0,17                    |
|                            |                                              |                            |                         |                         |
| Iscritti                   | Iscritti                                     | Iscritti                   | 76 742                  | 100,00                  |
| ↳ Votanti (% su iscritti)  | ↳ Votanti (% su iscritti)                    | ↳ Votanti (% su iscritti)  | 46 045                  | 60,00                   |
| ↳ Astenuti (% su iscritti) | ↳ Astenuti (% su iscritti)                   | ↳ Astenuti (% su iscritti) | 30 697                  | 40,00                   |
|                            |                                              |                            |                         |                         |
|                            | Esito: collegio a Laburista (nuovo collegio) |                            |                         |                         |